# Nirvana striata
Nirvana striata är en insektsart som beskrevs av Chandrasekhara A. Viraktamath och Wesley 1988. Nirvana striata ingår i släktet Nirvana och familjen dvärgstritar. Inga underarter finns listade i Catalogue of Life.